# Aes signatum
Aes signatum (slovensko žigosan ali označen bron) je bil ulit kos brona s standardno ali nestandardno maso in kakovostjo in izbočenim žigom izdajatelja ali proizvajalca, ki se je kot nekakšen pradenar uporabljal v osrednji Italiji pred uvedbo ulitih kovancev (aes grave) sredi 4. stoletja pr. n. št..
Kdaj natančno so se začeli ulivati aes signatum, ni natančno znano. Ljudsko izročilo jih pripisuje Serviju Tuliju, kar je zaradi visoke kakovosti celo najzgodnejših primerkov zelo malo verjetno. Poznavalci se strinjajo, da so jih začeli uporabljati sredi 5. stoletja pr. n. št.. Na njih so bili upodobljeni bik, orel in drugih verski simboli.
Najstarejše palice aes  signatum niso bile izdelane v mestu Rimu, ampak v osrednji Italiji, Etruriji, Umbriji in Reggiu Emiliji. Na njihovih palicah je bila upodobljena suha veja s stranskimi vejicami, po katerih so dobile ime ramo secco (suha veja). Njihova masa ni bila standardizirana in je znašala od približno 600 gramov do 2500 gramov. Palico so pogosto razsekali v manjše kose, zato se je ohranilo zelo malo celih primerkov. Ohranjene ramo secco, ki bi jih lahko opredelili kot aes rude, tehtajo običajno četrt, pol ali tričetrt aes signatum.
Na enak način so delili tudi kasnejše aes signatum mesta Rima, ki so ustrezali rimskim utežnim standardom in so bili osnova za rimski as. Cele palice so tehtale približno pet asov. V tehničnem smislu bi jih lahko imenovali quincussis (petaki), čeprav vrednost na njih ni bila označena.  Rimski aes signatum so imeli bolj strogo določeno obliko in maso, ker so jih izdajali pod nadzorom, medtem ko so bili ramo secco sicer bolj prepoznavni, vendar so jih morali tehtati. Ramo secco namreč nikoli niso izdajale uradne oblasti in jih je lahko izdelovala katera koli livarna.

### Antični viri
- Plinij Starejši, Historiae naturalis, XXXIII, 13.

### Sodobni viri
- A. Burnett (1988), La Numismatique romaine, Pariz, Errance. ISBN 2-903442-69-X.
- E. Haeberlin (1905), Die Systematik des ältesten Römischen Münzwesen, Berlin, Münzblätter.
- Aes Grave: Das Schwergeld Roms und Mittelitaliens einschließlich der ihm vorausgehenden Rohbronzewährung, Frankfurt, J. Baer, 1910.
- E.A. Sydenham (1926), Aes Grave: A Study of the Cast Coinages of Rome and Central Italy, London, Spink.
- R. Thomsen (1957, 1961), Early Roman Coinage.
- B.K. Thurlow, I.G. Vecchi (1979), Italian Cast Coinage: Italian Aes Grave & Italian Aes Rude, Signatum and the Aes Grave of Sicily, London, Vecchi & Sons.